# Суровщиков, Василий Васильевич
Василий Васильевич Суровщиков (1716—1780) — московский 1-й гильдии купец, один из первых фабрикантов сукна.

## Биография
Родился 21 февраля (3 марта) 1716 года.
Имел фабрику в Москве. В 1730—1760 гг. был поставщиком сукна в казну. «В 1745 году заявил, что подчинение его, как поставщика, двум ведомствам — комиссариату и мануфактур-коллегии, — предъявляющим различные, часто непримиримые требования к качеству товара, он долее не может сносить, а потому просит принять его фабрику в казну, в противном же случае он слагает с себя ответственность за поставку условленного количества сукна. Просьба была отклонена». В 1758 году на фабрике Суровщикова произошли волнения рабочих, за которые несколько рабочих и сам хозяин были арестованы.
В 1767 году был избран в депутаты для выбора головы и депутата города Москвы в Уложенную комиссию.
Умер 30 июля (10 августа) 1780 года. Похоронен в Донском монастыре.

## Семья
Жена — Татьяна Ильинична (1722—6.12.1807), дочь московского купца, содержателя главной суконной мануфактуры Ильи Петровича Соколовского (?—до 1754).
Их дети:
- Наталия (1746—1794) — в первом браке была за московским купцом 1-й гильдии, содержателем суконной фабрики Иваном Романовичем Журавлёвым (1723—26.01.1779), во втором браке — за Иваном Ларионовичем Голиковым (22.11.1734—18.11.1805).
- Вера (1752 — после 1795) — в первом браке была за Михаилом Михайловичем Гусятниковым (1742/1745—2.01.1782); в первом браке имела трёх сыновей и дочь. Во втором браке — за именитым гражданином, надворным советником, потомственным дворянином[3] Маркелом Демидовичем Мещаниновым (29.12.1746—1.02.1824), сыном Д. Д. Мещанинова; во втором браке имела четырех сыновей и трех дочерей.
- Василий (1767—28.04.1811) — в 1792—1796 годах был на военной службе, в 1797—1801 годах — именитый гражданин, в 1811 году — купец 1-й гильдии. Жена — девица Яковлева Мария Ивановна (1776–25.01.1834). Крупная домовладелица, за ней в 1830—1835 обширное домовладение на Остоженке с банным комплексом (Пречистенская часть, 2-й квартал; ныне Соймоновский проезд, Курсовой и Обыденские переулки, Пречистенская наб.), прежде принадлешавшее купцу из раскольников Г. М. Узинову (1820—1830), затем им владел сын — действительный статский советник В. В. Суровщиков, с 1835 по 1861 год[4].